# 31 de julio
El 31 de julio es el 212.º (ducentésimo duodécimo) día del año en el calendario gregoriano, y el 213.º en los años bisiestos. Quedan 153 días para finalizar el año.

## Acontecimientos
- 432: en Roma (Italia), Sixto III es elegido papa.
- 1498: en su tercer viaje a América, Cristóbal Colón se convierte en el primer europeo que llega a la isla de Trinidad (Trinidad y Tobago), habitada por las tribus iñeri y Caribe.
- 1588: la Armada Española llega a las costas de Inglaterra.
- 1817: en las cercanías de La Asunción (Venezuela) se lleva a cabo la histórica batalla de Matasiete.
- 1826: en Valencia (España), en el último auto de fe realizado en ese país, la Santa Inquisición ejecuta al hereje Cayetano Ripoll.
- 1861: en Cherrapunyi, Megalaia (India), a lo largo del mes de julio se registra el récord mundial de la lluvia más abundante en un mes: 9300 mm. También se registra el récord mundial de la lluvia más abundante en un año (desde el 1 de agosto de 1860): 26 461 mm.
- 1895: Sabino Arana funda el Euzko Alderdi Jeltzalea – Partido Nacionalista Vasco (EAJ–PNV).
- 1900: en Mostar (Bosnia y Herzegovina) se registra la temperatura más alta en la Historia de ese país: 46,2 °C (115,2 °F).
- 1900: En Colombia, el vicepresidente José Manuel Marroquín le da un golpe de Estado a Manuel Antonio Sanclemente.
- 1908: se firma el contrato para la construcción en los astilleros de Belfast de los transatlánticos Titanic, Olympic y un tercero llamado Britannic, que se agregará luego. El coste total solamente del Titanic fue de 7,5 millones de dólares estadounidenses de la época (es decir, 300 millones de dólares al cambio de 2010).
- 1909: en las costas mexicanas sobre el océano Pacífico, un segundo sismo de gran intensidad (el primero fue el día anterior) deja en una ruina completa el puerto de Acapulco.
- 1914 en Mene Grande (Venezuela), la empresa Caribbean Petroleum Company, subsidiaria del grupo angloneerlandés Royal Dutch Shell, culmina con éxito la perforación del pozo Zumaque I, primer pozo petrolero comercial de ese país.
- 1930: en Estados Unidos, la empresa CBS estrena el radioteatro La Sombra.
- 1931: en Nueva York inicia sus transmisiones la estación experimental de televisión W2XAO (hoy conocida como WCBS).
- 1932: se realizan las séptimas elecciones parlamentarias alemanas. El Partido Nacionalsocialista Obrero Alemán se convierte en el partido más votado, pero no alcanza la mayoría necesaria para gobernar.
- 1941: en la Alemania nazi, Reinhard Heydrich, el segundo al mando de las SS, finaliza la redacción del documento T/179, N.º 461, detallando la Solución Final al Problema Judío.

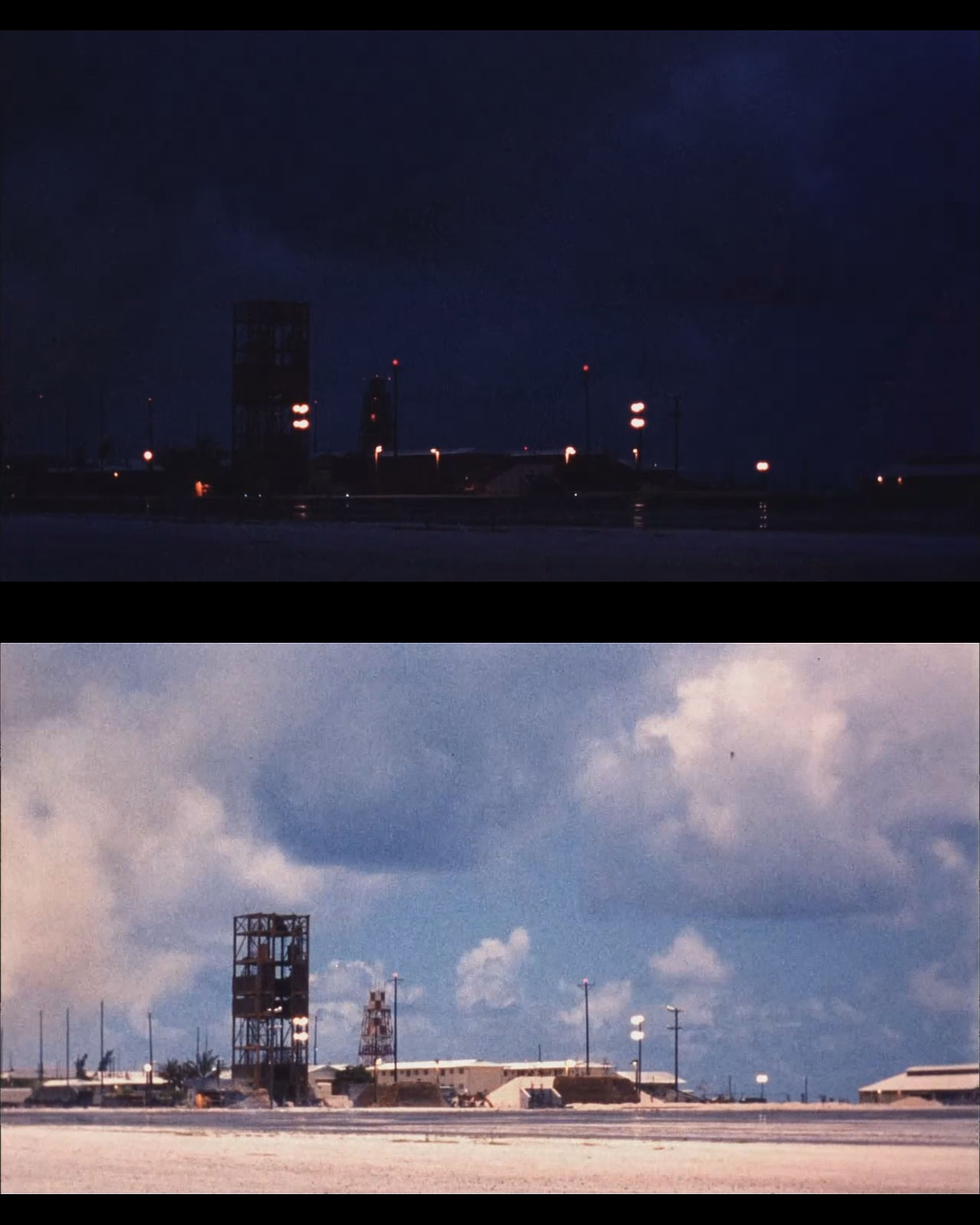
En la foto superior se ven las instalaciones en el atolón Johnston inmediatamente antes de la detonación de la bomba atómica Teak (en la medianoche del 31 de julio de 1958). En la foto inferior, la escena es iluminada solo por la explosión nuclear (a 76,8 km de altitud).

- 1958: a las 23:50 hora local (10:50 UTC, del 1 de agosto), a 81 km por encima del atolón Johnston (islas Marshall, en medio del océano Pacífico), Estados Unidos detona su bomba atómica Teak, de 3800 kilotones. Es la bomba n.º 153 de las 1132 que Estados Unidos hizo detonar entre 1945 y 1992.
- 1959: en el País Vasco, Ekin, un grupo disidente de EGI se convierte en la banda terrorista ETA.
- 1974: en Buenos Aires, la banda terrorista de derecha Triple A (Alianza Anticomunista Argentina) asesina al intelectual y político Rodolfo Ortega Peña, de 37 años.
- 2002: el equipo de fútbol paraguayo Olimpia gana por tercera vez la Copa Libertadores de América.
- 2002: en la basílica de Guadalupe (cerca de México D. F.), el papa Juan Pablo II canoniza al indio Juan Diego.
- 2004: finaliza sus emisiones en Latinoamérica (el 31 de diciembre en España) el canal Fox Kids e inmediatamiente en su lugar comienza sus emisiones el canal Jetix.
- 2004: en Almería, España, se inaugura el Estadio de los Juegos Mediterráneos.
- 2005: finaliza sus emisiones el canal de televisión Locomotion y en su lugar empieza a emitir el canal Animax.
- 2006: en Cuba, Fidel Castro transfiere la jefatura del Estado cubano de manera temporal a su hermano Raúl Castro.
- 2008: en los Estados Unidos, la NASA anuncia el descubrimiento de agua en el planeta Marte.
- 2014: en la Universidad Estatal de Carolina del Norte (Estados Unidos), dos científicos anuncian que desarrollaron la vacuna contra el virus de chikunguña.
- 2015: en este mes hubo dos lunas llenas, fenómeno que sucede en promedio cada 2,5 años (ya había sucedido en marzo de 2010 y en agosto de 2012, y también sucedió tanto en enero como en marzo de 2018).
- 2018: En Durango (México) se desploma un avión de Aeroméxico dejando un saldo de 100 heridos.

## Nacimientos
- 1396: Felipe III de Borgoña, aristócrata francés (f. 1467).
- 1527: Maximiliano II de Habsburgo, emperador alemán (f. 1576).
- 1595: Alessandro Algardi, escultor italiano (f. 1654).
- 1704: Gabriel Cramer, matemático suizo (f. 1752).
- 1712: Johann Samuel König, matemático suizo (f. 1757).
- 1720: Emmanuel Armand de Vignerot du Plessis, militar y estadista francés (f. 1788).
- 1724: Noël François De Wailly, gramático francés (f. 1801).
- 1737: Augusta de Hannover, aristócrata británica (f. 1813).
- 1766: Rafael García Goyena, escritor, poeta y jurista ecuatoriano (f. 1823).
- 1773: Ignacio López Rayón, militar mexicano (f. 1832).
- 1779: José Ignacio Eyzaguirre Arechavala, político chileno (f. 1848).
- 1791: Pedro Ignacio Jordán de Urriés y Palafox, aristócrata español (f. 1842).
- 1800: Friedrich Wöhler, químico y pedagogo alemán (f. 1882).
- 1802: Ignacio Domeyko, científico polaco y lituano (f. 1889).

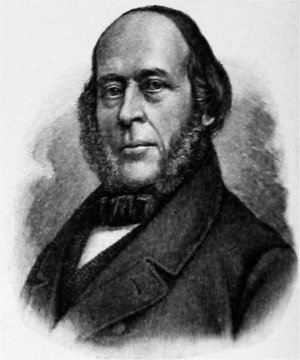
John Ericsson

- 1803: John Ericsson, ingeniero e inventor sueco (f. 1889).
- 1819: José Ferrer y Vidal, empresario, economista y político español (f. 1893).
- 1824: Antonio de Orleans, aristócrata francés (f. 1890).
- 1828: Françoise Auguste Gevaert, compositor y musicólogo belga (f. 1908).
- 1830: Ignacio Suárez Llanos, pintor español (f. 1881).
- 1831: Ilya Ulyanov, profesor ruso (f. 1886).
- 1839: Ignacio Andrare Troconis, militar y político venezolano (f. 1925).
- 1844: Léon-Augustin Lhermitte, pintor francés (f. 1925).
- 1854: José Canalejas, político español (f. 1912).
- 1858: Richard Dixon Oldham, sismólogo británico (f. 1936).
- 1862: Julio Martín, empresario, industrial y pionero suizo-argentino (f. 1934).
- 1875: Jacques Villon, pintor francés (f. 1963).
- 1880: Manuel Penella, compositor español (f. 1939).
- 1883: Fred Quimby, productor de cine estadounidense (f. 1965).
- 1886: Constant Permeke, pintor y escultor belga (f. 1952).
- 1891: Ignacio Núñez Soler, anarquista paraguayo (f. 1983).
- 1892: Herbert W. Armstrong, teólogo estadounidense y fundador de la Iglesia de Dios Universal (f. 1986).
- 1893: Juan Adsuara, escultor español (f. 1973).
- 1896: Luis Ceballos y Fernández de Córdoba, ingeniero y naturista español (f. 1967).
- 1901: Jean Dubuffet, pintor y escultor francés (f. 1985).
- 1902: Otto Gröllmann, artista gráfico y miembro de la Resistencia al nazismo alemán (f. 2000).
- 1906: Horacio Coppola, fotógrafo argentino (f. 2012).
- 1907: Franz Johan, cómico español de origen austríaco (f. 1991).

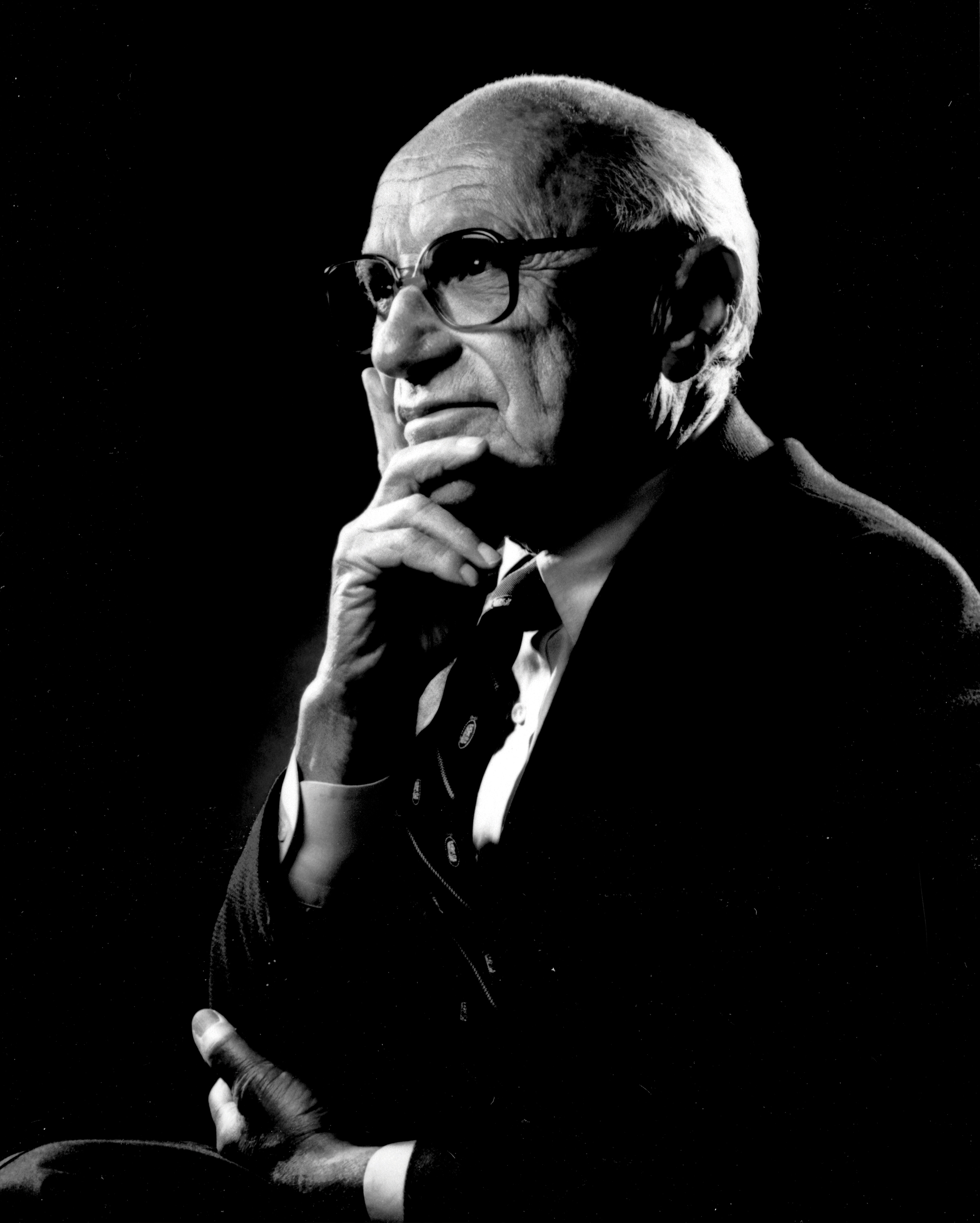
Milton Friedman

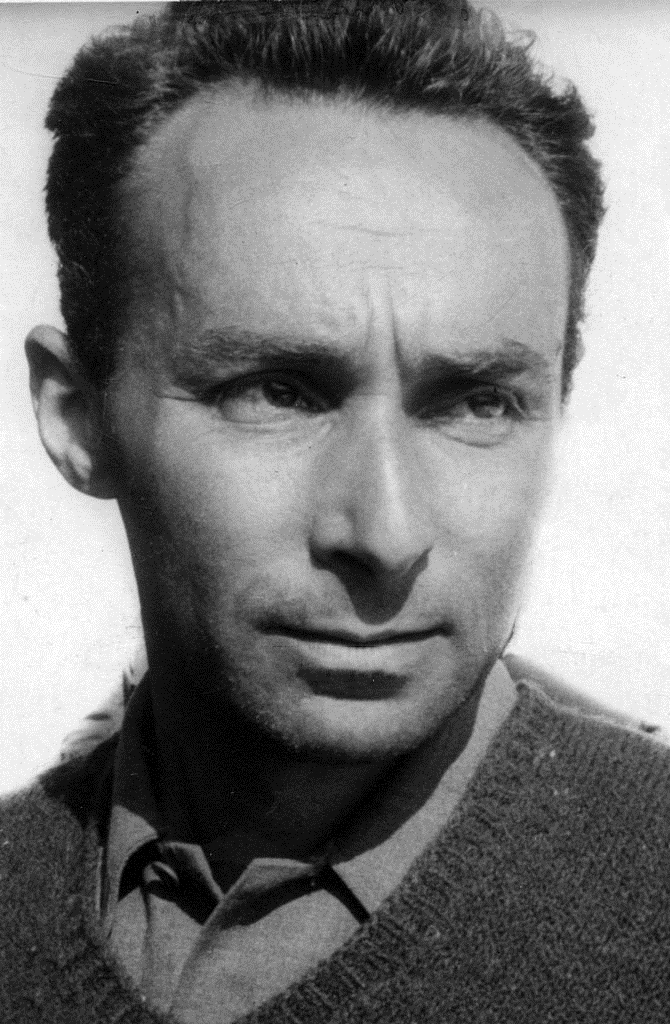
Primo Levi

- 1912: Milton Friedman, economista estadounidense, promotor del liberalismo (f. 2006).
- 1912: Félix Latrónico, comerciante y representante de futbolistas argentino (f. 2005).
- 1912: Irv Kupcinet, periodista estadounidense (f. 2003).
- 1914: Chango Rodríguez, cantautor argentino (f. 1975).
- 1914: Mario Bava, cineasta italiano (f. 1980).
- 1914: Louis de Funès, actor cómico francés (f. 1983).
- 1915: Simón Sánchez Montero, político español (f. 2006).
- 1916: Ignacio Trelles, futbolista y director técnico mexicano (f. 2020).
- 1917: Herman Ettedgui, deportista venezolano (f. 2012).
- 1918: Paul D. Boyer, químico estadounidense, premio Nobel de Química en 1997 (f. 2018).
- 1918: Hank Jones, pianista de jazz estadounidense (f. 2010).
- 1919: Maurice Boitel, pintor francés (f. 2007).
- 1919: Primo Levi, escritor italiano (f. 1987).
- 1919: Rafael Morales, poeta español (f. 2005).
- 1919: Robert Morgenthau, fiscal estadounidense (f. 2019).
- 1921: Peter Benenson, abogado británico (f. 2005).
- 1923: Ahmet Ertegün, empresario discográfico turco (f. 2006).
- 1923: Stephanie Kwolek, química e ingeniera estadounidense (f. 2014).
- 1923: Joan Vernet, arabista e historiador español (f. 2011).
- 1926: Hilary Putnam, filósofo estadounidense (f. 2016).
- 1929: Don Murray, actor estadounidense.
- 1929: José Santamaría, futbolista uruguayo.
- 1930: Pedro Lavirgen,  tenor español (f. 2023).
- 1932: Ted Cassidy, actor estadounidense (f. 1979).
- 1932: John Searle, filósofo estadounidense.
- 1933: Elise Cowen, poetisa estadounidense de la generación beat (f. 1962).
- 1933: Cees Nooteboom, escritor neerlandés.
- 1935: Geoffrey Lewis, actor estadounidense (f. 2015).
- 1936: Víctor Davalillo, beisbolista venezolano.
- 1937: Javier Jiménez Espriú, ingeniero mecánico y político mexicano.
- 1937: Mauro Bianchi, piloto de automovilismo belga.
- 1939: Susan Flannery, actriz estadounidense.
- 1939: Jules Lagadeau, futbolista y entrenador surinamés (f. 2019).
- 1941: Aldo Antognazzi, pianista y docente argentino.
- 1942: Juan María Arzak, cocinero español.
- 1942: Jaime Ignacio del Burgo, político, jurista y escritor español.
- 1943: William Bennett, político estadounidense.
- 1944: Geraldine Chaplin, actriz estadounidense.
- 1944: Robert C. Merton, economista estadounidense.
- 1946: Gary Lewis, cantante estadounidense, de la banda Gary Lewis & the Playboys.
- 1946: Rubén Green, actor argentino (f. 2003).
- 1947: Richard Griffiths, actor británico (f. 2013).
- 1950: Roberto Vidal Bolaño, escritor y actor de teatro español (f. 2002).
- 1951: Evonne Goolagong, tenista australiana.
- 1953: James Read, actor estadounidense
- 1953: Ignacio Flores Ocaranza, futbolista mexicano (f. 2011).
- 1955: Alexander Pretrovich Kolmakov, militar ruso.

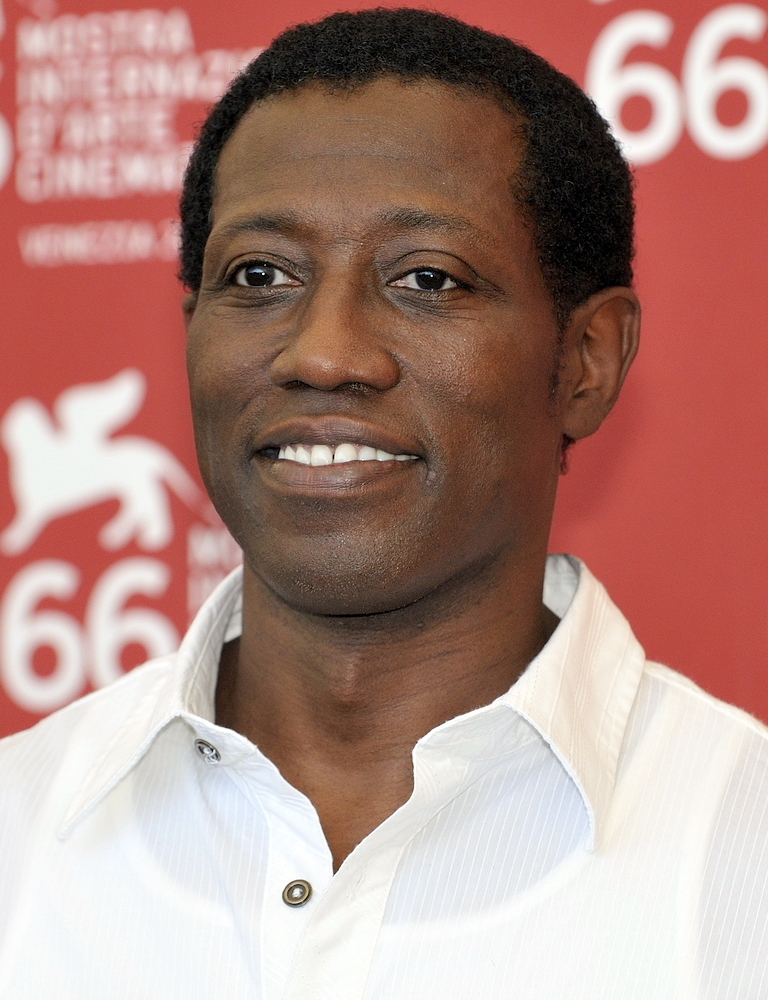
Wesley Snipes

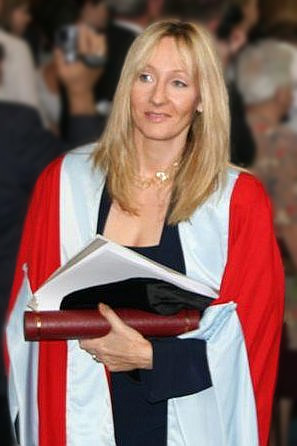
J. K. Rowling

- 1956: Adrián Abonizio, cantautor y guitarrista argentino de rock.
- 1956: Michael Biehn, actor estadounidense.
- 1956: Deval Patrick, político estadounidense.
- 1956: Laura Zapata, actriz mexicana.
- 1957: Daniel Ash, músico británico, de la banda Bauhaus.
- 1958: Bill Berry, baterista estadounidense, de la banda REM.
- 1958: Adrián Otero, cantante de blues argentino, de la banda Memphis la Blusera (f. 2012).
- 1958: Mark Cuban, empresario, dueño del equipo de la NBA Dallas Mavericks.
- 1959: Stanley Jordan, guitarrista estadounidense de jazz.
- 1960: Pablo Larios Iwasaki, futbolista mexicano (f. 2019).
- 1962: Wesley Snipes, actor estadounidense.
- 1963: Fatboy Slim, músico británico.
- 1963: Junji Ito, mangaka japonés.
- 1964: Jim Corr, cantante irlandés, de la banda The Corrs.
- 1964: Fabián Polosecki, periodista argentino (f. 1996).
- 1964: Luis Español, historiador y biógrafo español.
- 1965: J. K. Rowling, escritora británica, autora de la saga Harry Potter
- 1966: Dean Cain, actor estadounidense.
- 1967: Marisol Espinoza, periodista y política peruana.
- 1967: Juvenal Díaz, militar, catedrático, y político colombiano, Gobernador de Santander desde 2024.
- 1969: Loren Dean, actor estadounidense.
- 1969: Antonio Conte, entrenador y exfutbolista italiano.
- 1971: John 5, guitarrista estadounidense, de la banda Marilyn Manson.
- 1971: Elivélton, futbolista brasileño.
- 1971: Francisca Imboden, actriz y periodista chilena.
- 1973: Abdulaziz Khathran, futbolista saudí.
- 1973: Wail al-Shehri, terrorista saudí que participó en el 11S (f. 2001).
- 1973: Jerry Rivera, cantante de salsa puertorriqueño.
- 1974: Eduardo Tuzzio, futbolista argentino.
- 1974: Emilia Fox, actriz británica.
- 1974: Yuta Abe, futbolista japonés.
- 1974: Yukio Tsuchiya, futbolista japonés.
- 1975: Diana Ángel, es una cantante y actriz de cine, teatro y televisión colombiana.

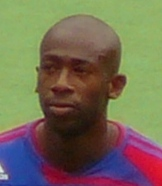
Paulo Wanchope

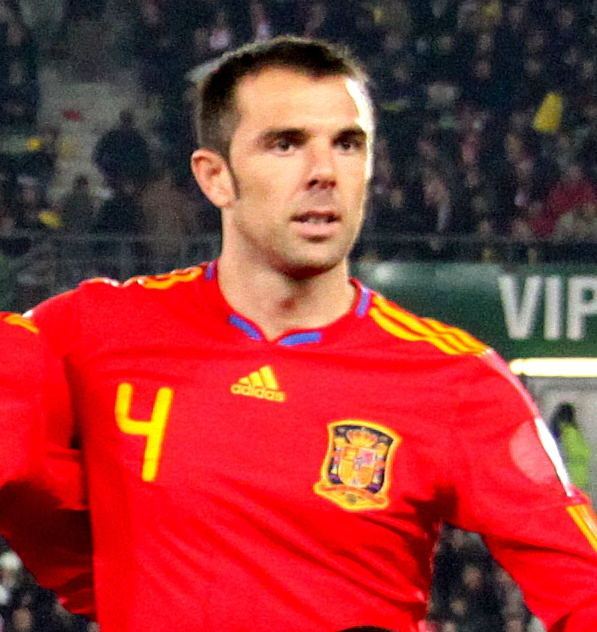
Carlos Marchena

- 1976: Yamba Asha, futbolista angoleño.
- 1976: Joshua Cain, guitarrista estadounidense, de la banda Motion City Soundtrack.
- 1976: Paulo Wanchope, futbolista costarricense.
- 1976: Shigenori Hagimura, futbolista japonés.
- 1977: Carolina Sabino, cantante y actriz colombiana.
- 1977: Tania Vázquez, actriz mexicana.
- 1977: Jargalsaikhan Enkhbayar, futbolista mongol.
- 1978: Jorge Acuña, futbolista chileno.
- 1978: Mauricio Caranta, futbolista argentino.
- 1978: Will Champion, baterista británico, de la banda Coldplay.
- 1978: Justin Wilson, piloto de automovilismo británico (f. 2015).
- 1979: Carlos Marchena, futbolista español.
- 1979: P-Thugg, músico libanés, integrante de la banda Chromeo.
- 1979: André Luis Garcia, futbolista brasileño.
- 1979: B. J. Novak, actor y cómico estadounidense.
- 1981: Ira Losco, cantante maltesa.
- 1981: Clemente Rodríguez, futbolista argentino.
- 1981: Alberto Jesús López, periodista deportivo chileno.
- 1981: M. Shadows, cantante estadounidense, de la banda Avenged Sevenfold.
- 1982: Edmond Kapllani, futbolista albanés.
- 1982: Marek Sapara, futbolista eslovaco.
- 1983: Reginaldo, futbolista brasileño.
- 1983: Takaki Shigemitsu, futbolista japonés.
- 1984: Marina Pérez, modelo española.
- 1985: Alissa White-Gluz, cantante y activista canadiense, de la banda Arch Enemy.
- 1985: Satoshi Tokizawa, futbolista japonés.
- 1985: Luis Donaldo Colosio Riojas, político mexicano.
- 1986: Alba Carrillo, modelo y presentadora española.
- 1986: Paola Espinosa, clavadista mexicana.
- 1986: Hiroki Kato, futbolista japonés.
- 1986: Shinzō Kōroki, futbolista japonés.
- 1987: Michael Bradley, futbolista estadounidense.
- 1988: Kenji Arabori, futbolista japonés.
- 1989: Victoria Azarenka, tenista bielorrusa.
- 1989: Zelda Williams, actriz estadounidense.
- 1989: Alexis Knapp, actriz y cantante estadounidense.
- 1989: Kyohei Kuroki, futbolista japonés.
- 1989: Kohei Kuroki, futbolista japonés.
- 1990: Adrián Di Monte, actor cubano.
- 1990: Jaime Romero Gómez, futbolista español.
- 1990: Diego Fabbrini, futbolista italiano.
- 1992: Lizzy, cantante y bailarina surcoreana, de la banda After School.
- 1992: Moussa Fofana, futbolista burkinés.
- 1992: Dieter Bouvry, ciclista belga.
- 1993: Ippei Kokuryo, futbolista japonés.
- 1994: Jake Beckford, futbolista costarricense.
- 1994: Florent Hadergjonaj, futbolista suizo.
- 1994: Lil Uzi Vert, Rapero estadounidense.
- 1994: Kōhei Matsumoto, futbolista japonés.
- 1994: Sean Klaiber, futbolista neerlandés.
- 1995: Alissa Yagi, actriz y modelo japonesa.
- 1996: Thiago Cardozo, futbolista uruguayo.
- 1996: Facundo Barboza, futbolista argentino.
- 1996: Savannah McCaskill, futbolista estadounidense.
- 1996: Blake Michael, actor estadounidense.
- 1996: James Palmer, baloncestista estadounidense.
- 1996: Maja Pogorevc, atleta eslovena.
- 1996: Valentina Pláksina, remera rusa.
- 1996: Mauricio Tévez, futbolista argentino.
- 1997: Thomas Bryant, baloncestista estadounidense.
- 1997: Caio Henrique, futbolista brasileño.
- 1997: Rodrigo Rey Henche, ciclista español.
- 1998: Rico Rodríguez, actor estadounidense.
- 1998: Vital Albin, ciclista suizo.
- 1998: Yehualeye Beletew, atleta etíope.
- 1998: Rigoberto Rivas, futbolista hondureño.
- 1998: Steffen Tigges, futbolista alemán.
- 1998: Shaila Arsene, actriz brasileña.
- 1998: Quincy Hall, atleta estadounidense.
- 2000: Kim Sae-ron, actriz surcoreana (f. 2025).
- 2000: Facundo Zárate, jugador de hockey sobre césped argentino.
- 2000: Meryem Bekmez, atleta turca.
- 2000: Léonie Cambours, atleta francesa.
- 2001: Ana Milović, futbolista eslovena.
- 2001: Raúl Blanco Juncal, futbolista español.
- 2002: Nils Lichtlein, balonmanista alemán.
- 2002: Cacho, futbolista español.
- 2002: Natalia Spiridonova, atleta rusa.
- 2003: Christian Leyva, futbolista mexicano.
- 2003: Aurèle Amenda, futbolista suizo.
- 2005: Jovan Milošević, futbolista serbio.

## Fallecimientos

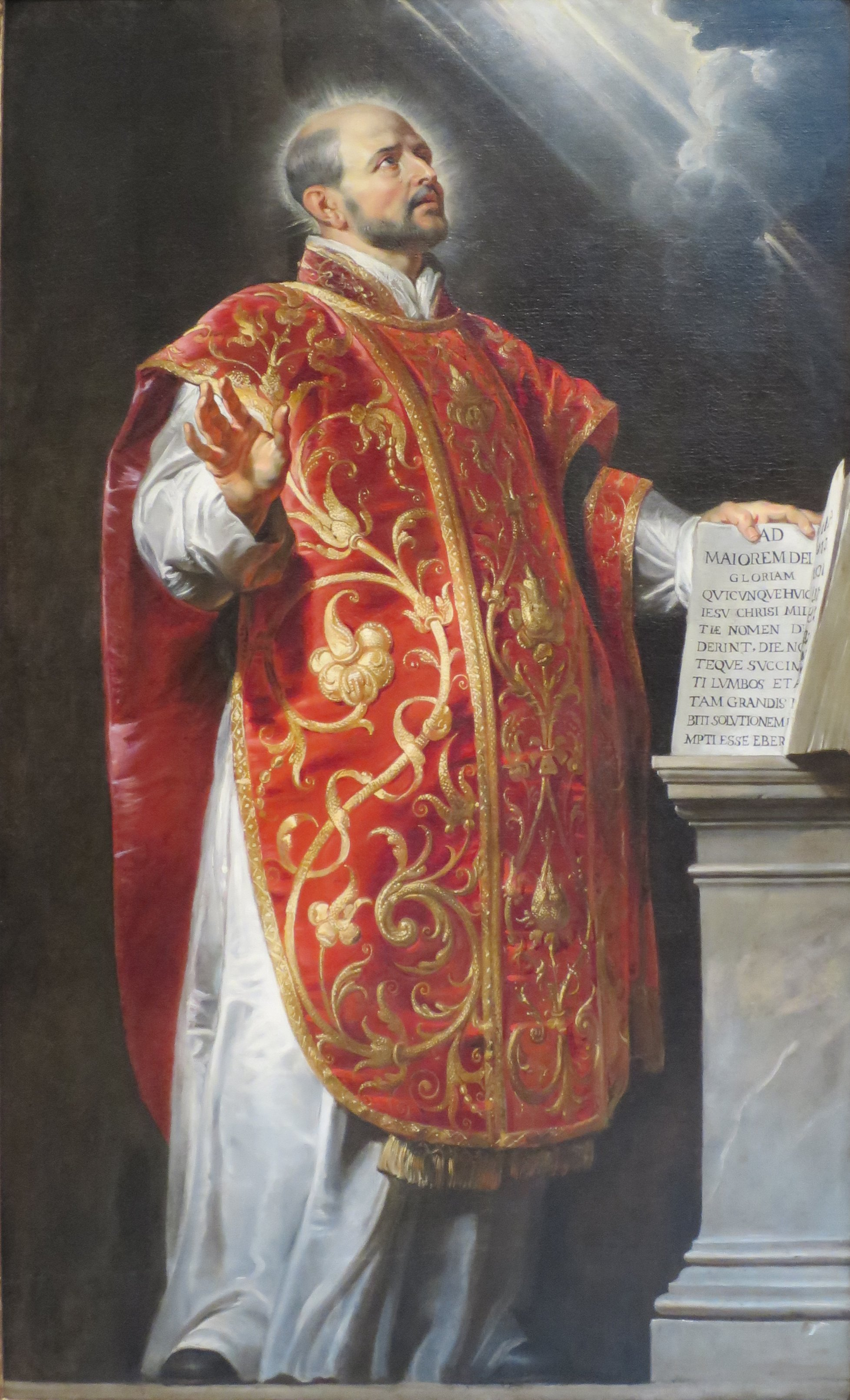
Ignacio de Loyola

- 1556: Ignacio de Loyola, militar y religioso español (n. 1491).
- 1564: Luis de Velasco y Ruiz de Alarcón, aristócrata español y virrey de Nueva España entre 1550 y 1564 (n. 1511).
- 1624: Enrique II de Lorena, aristócrata lorenés, duque de Lorena y de Bar entre 1608 y 1624 (n. 1563).
- 1691: Crisóstomo Royo de Castellví, obispo español (n. 1629).
- 1750: Juan V, rey portugués entre 1706 y 1750 (n. 1689).
- 1762: Luis Vicente de Velasco, marino español (n. 1711).
- 1784: Denis Diderot, escritor y filósofo francés (n. 1713).
- 1821: José Fernando de Abascal, militar español y virrey peruano entre 1806 y 1816 (n. 1743).
- 1848: William Oakes, botánico estadounidense (n. 1799).
- 1849: Sándor Petőfi, poeta húngaro (n. 1823).
- 1860: Juan Zuazua, militar mexicano (n. 1820).

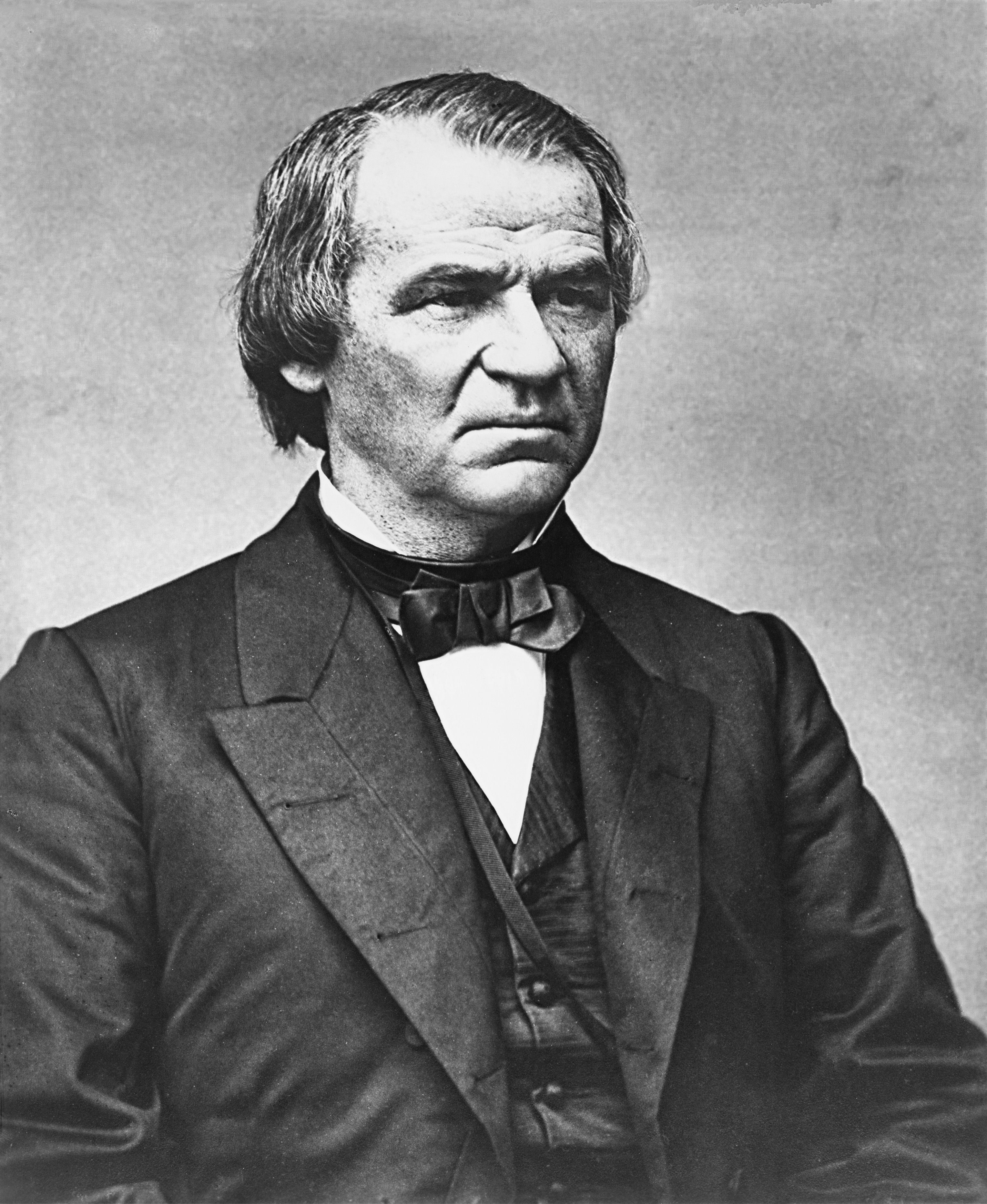
Andrew Johnson

- 1875: Andrew Johnson, político estadounidense, presidente de los Estados Unidos entre 1865 y 1869 (n. 1808).
- 1886: Franz Liszt, compositor húngaro (n. 1811).
- 1895: Richard Morris Hunt, arquitecto estadounidense (n. 1827).
- 1899: Daniel Garrison Brinton, arqueólogo, etnólogo y lingüista estadounidense (n. 1837).
- 1904: Servando Arbolí Faraúdo, teólogo y escritor español (n. 1840).
- 1914: Jean Jaurès, político socialista francés (n. 1859).
- 1944: Antoine de Saint-Exupéry, aviador y escritor francés (n. 1900).
- 1950: Carlos Tartiere, empresario español (n. 1900).
- 1952: Leonie Matthis, pintora francesa (n. 1883).
- 1954: Onofre Marimón, piloto argentino de Fórmula 1 (n. 1923).
- 1957: Pável Chelishchev, pintor y diseñador escénico surrealista ruso (n. 1898).
- 1962: Enrique Loedel Palumbo, físico y profesor universitario uruguayo (n. 1901).
- 1963: Leopoldo Eijo y Garay, obispo español (n. 1878).
- 1963: Felipe Ferreiro, político y escritor uruguayo (n. 1892).
- 1966: Bud Powell, músico estadounidense de jazz (n. 1924).
- 1968: Carlos María de la Torre, cardenal ecuatoriano (n. 1873).
- 1971: Gerardo Salvador Merino, notario y sindicalista español (n. 1910).
- 1972: Ernst Fischer, filósofo, político y escritor bohemio-checo (n. 1899).
- 1974: Rodolfo Ortega Peña, intelectual y político argentino (n. 1936).
- 1980: Bobby Van, cantante estadounidense (n. 1928).
- 1980: Mohammad Rafi, actor y cantante indio (n. 1924).
- 1981: Omar Torrijos, militar y presidente panameño entre 1969 y 1981 (n. 1929).
- 1984: María del Carmen Gutiérrez Sánchez (alias Miguel Arazuri, André Ronsac, etc.), escritora española (n. 1921)
- 1986: Chiune Sugihara, diplomático japonés (n. 1900).
- 1986: Teddy Wilson, pianista estadounidense de jazz (n. 1912).
- 1990: Luis Puig, dirigente deportivo español (n. 1915).
- 1990: Fernando Sancho, actor español (n. 1916).
- 1990: Jaume Sospedra, futbolista español (n. 1913).
- 1993: Balduino I, rey belga entre 1951 y 1993 (n. 1930).
- 1993: Lola Álvarez Bravo,  fotógrafa mexicana (n. 1907).
- 1994: Anne Shelton, escritora británica (n. 1923).
- 1996: Michael M. Rea, empresario y mecenas estadounidense (n. 1927).
- 2001: Poul Anderson, escritor estadounidense de ciencia ficción (n. 1926).
- 2001: Francisco da Costa Gomes, militar y político portugués (n. 1914).
- 2003: Guido Crepax, ilustrador e historietista italiano (n. 1933).
- 2004: Virginia Grey, actriz estadounidense (n. 1917).
- 2004: Líber Seregni, militar y político uruguayo (n. 1916).
- 2005: Wim Duisenberg, banquero y político neerlandés (n. 1935).
- 2005: John Garang, político y militar sudanés (n. 1945).
- 2006: Big Simon, productor y músico chileno (n. 1972).
- 2008: Pedro Antonio Urbina, poeta y escritor español (n. 1936).
- 2009: Mary Carrillo, actriz española (n. 1919).
- 2009: Washington Luna, cantante y murguero uruguayo (n. 1938).
- 2009: Bobby Robson, entrenador y futbolista británico (n. 1933).
- 2010: Constante José Aguer, compositor, guitarrista, escritor y periodista argentino (n. 1918).
- 2010: Suso Cecchi D'Amico, guionista italiana de cine (n. 1914).
- 2010: Pedro Dellacha, jugador y entrenador de fútbol argentino (n. 1926).
- 2010: Tom Mankiewicz, guionista, director y productor de cine estadounidense (n. 1942).
- 2010: Mitch Miller, músico, director de orquesta y productor discográfico estadounidense (n. 1911).
- 2011: Eliseo Alberto, escritor cubano (n. 1951).
- 2013: Michael Ansara, actor estadounidense (n. 1922).
- 2013: Jorge «Cuque» Sclavo, escritor, humorista, periodista y publicista uruguayo (n. 1936).
- 2014: Jorge Jacobson, periodista argentino (n. 1936).
- 2015: Roddy Piper, luchador canadiense (n. 1954).
- 2015: Stephan Beckenbauer,futbolista alemán (n. 1968)
- 2016: Mariana Karr, actriz argentina radicada en México (n. 1949)
- 2017: Jeanne Moreau, actriz francesa (n. 1928).
- 2019: Harold Prince, director y productor de teatro estadounidense (n. 1928).
- 2019: María Auxiliadora Delgado, primera dama uruguaya (n. 1937).
- 2019: Martín Arzola Ortega, narcotraficante mexicano (n ¿1976 o 1977?).
- 2020: Alan Parker, director, productor de cine, escritor y actor británico (n. 1944).
- 2020: Concepción Zendrera Tomás, editora y traductora española (n. 1919).
- 2022: Aymán al-Zawahirí, médico cirujano y terrorista egipcio (n. 1951).
- 2023: Angus Cloud, actor estadounidense (n. 1998).
- 2023: María Fux, bailarina, coreógrafa y danzaterapeuta argentina (n. 1922).
- 2024: Ismail Haniya, líder paramilitar y político palestino (n. 1962).

## Celebraciones

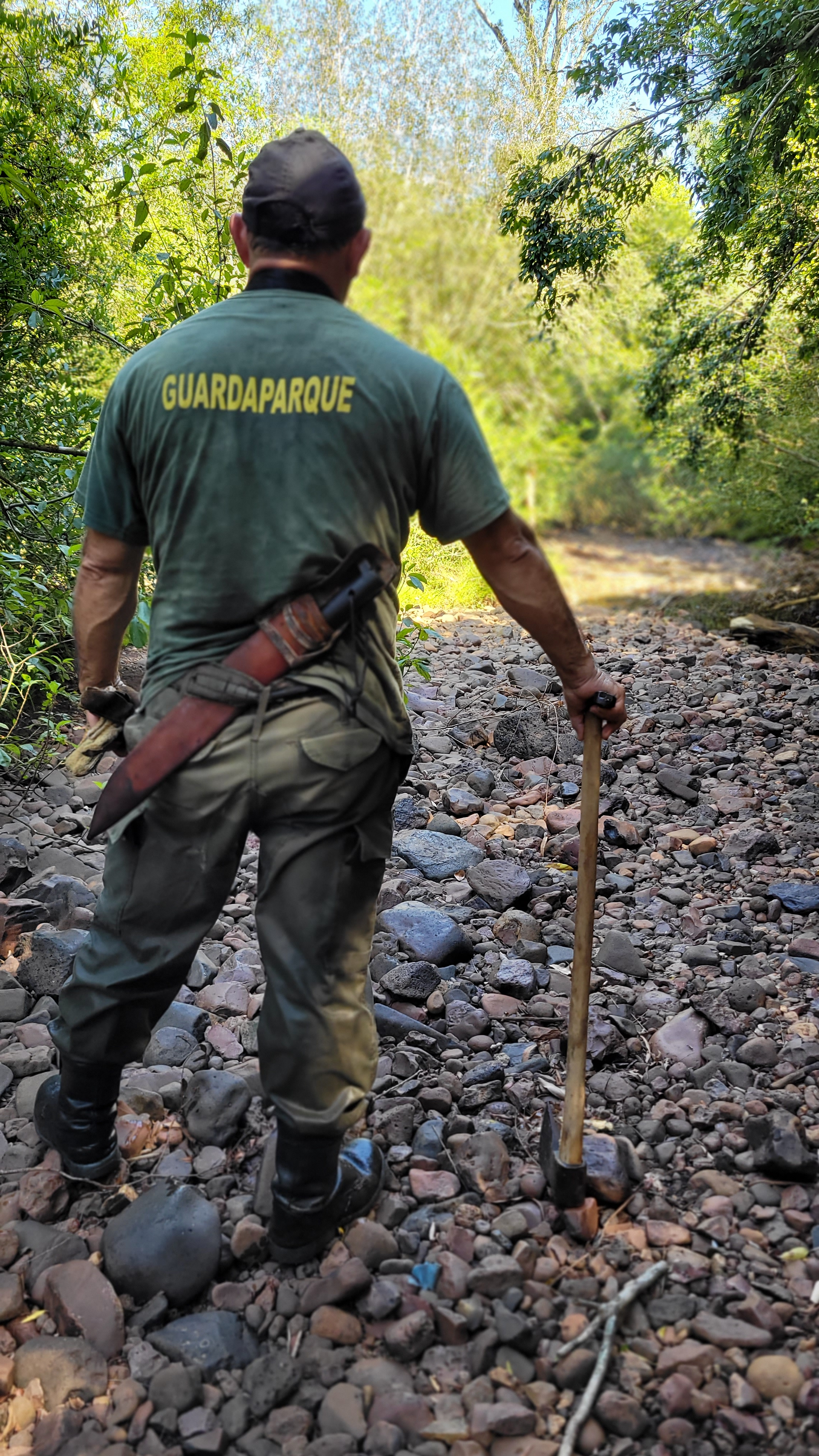
Guardaparques del Ministerio de Ecología de la provincia argentina de Misiones.

- Día Mundial de los Guardas Forestales.[1](imagen ilustrativa).
Para homenajear la labor de los guardas forestales o guardabosques, comprometidos con el cuidado de los bosques, áreas protegidas, parques nacionales y estatales. También son conocidos en varios países como rangers, guardafaunas, agentes forestales ó guardaparques, entre otras denominaciones.
(en inglés: World Ranger Day).[2]

- Día Mundial de la Palta o Día Mundial del Aguacate.[3]
Dedicado a la popular fruta de la planta Persea Americana, baya comestible originaria de Centroamérica. Es un fruto verde con pulpa cremosa y un hueso grande en el centro. Su piel puede ser lisa o rugosa, dependiendo de la variedad. Proviene de América Central y del Sur, con el nombre derivado del náhuatl: āhuacatl (que significa "testículo" por su forma). Es un ingrediente clave en la cocina mexicana y latinoamericana. Muy popular en guacamole, ensaladas, tacos, tostadas o batidos. Rico en grasas saludables, fibra, potasio y vitaminas (C, E, K). Ideal para dietas balanceadas. El aguacate es muy saludable, su consumo nos aporta ácidos grasos monoinsaturados, fibra, vitaminas: A, C, E, K, B2, B3, B6, B9 (ácido fólico), potasio, magnesio. Contiene muy pocas calorías, 1/3 pieza aporta solo 70 kcal, por lo que es muy recomendable en dietas para bajar de peso. Además, posee un Índice Glucémico bajo, de 10 y una Carga Glicémica de solo 0.9, lo que lo hace ideal para diabéticos.

 Por países
(Por orden alfabético)
- Argentina: 
  - Día de la Siderurgia.[4]
En recuerdo de Manuel Savio, “el padre de la siderurgia nacional”, quien murió el 31 de julio de 1948 (hace 77 años).

- Costa Rica: 
  - Día Nacional de la Vida Silvestre.[5]
Esta fecha busca crear conciencia sobre la importancia de la flora y fauna del país y promover su conservación. Se celebra desde 1993, con el objetivo de resaltar la importancia de conservar la vida silvestre del país. La fecha exacta, el 31 de julio, fue establecida por el Decreto Ejecutivo N° 21933-MEP-MIRENEM. Costa Rica alberga cerca del 5% de la biodiversidad mundial y este día es una oportunidad para celebrar y proteger esa riqueza natural.

- El Salvador: 
  - Día del Periodista.

### Santoral católico

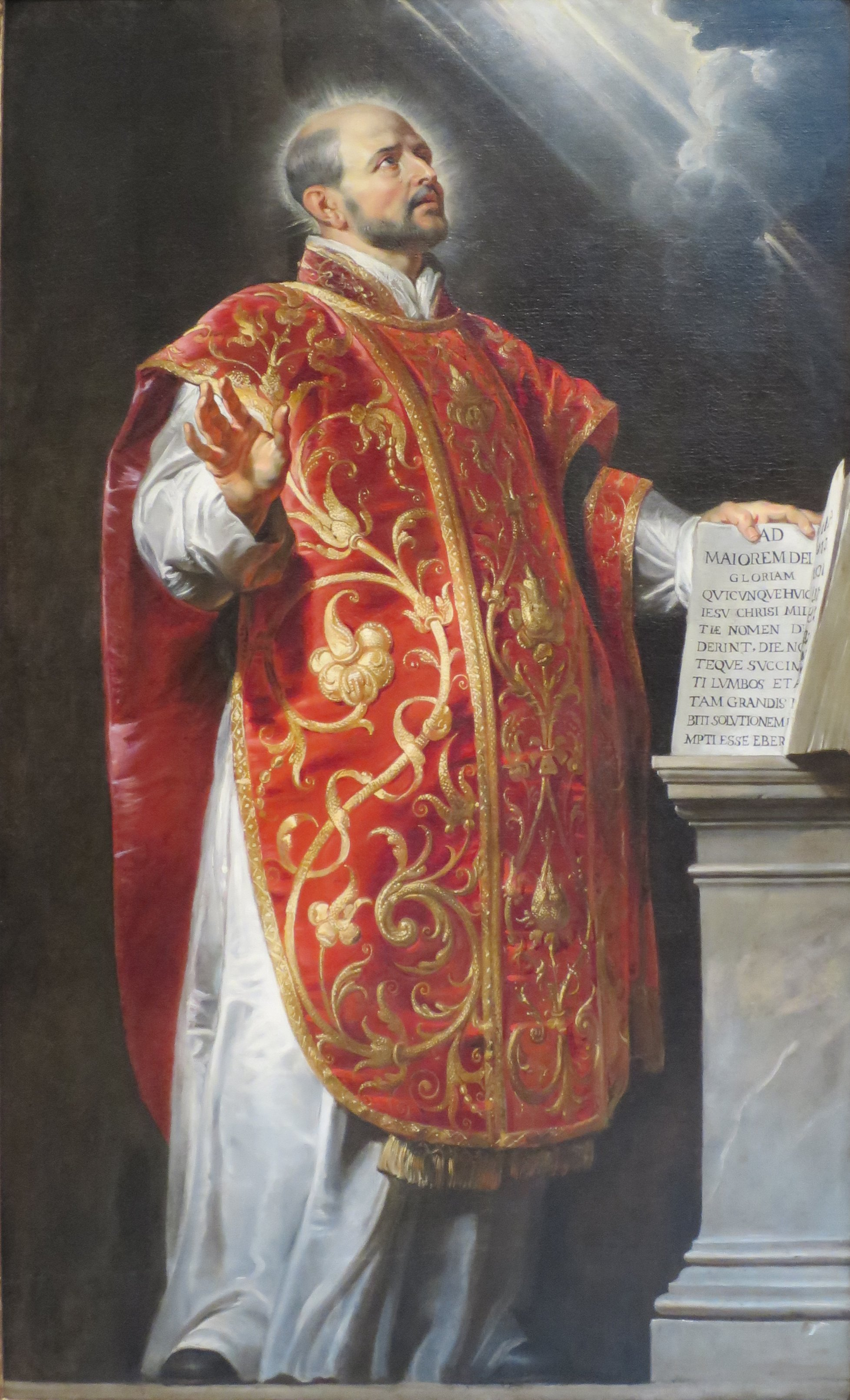
San Ignacio de Loyola (1620-1622) por Pedro Pablo Rubens, Museo Norton Simon de Pasadena.

Celebración del día: San Ignacio de Loyola.(imagen ilustrativa).
- San Calimero de Milán.
- Santa Elena de Suecia.[7]
- San Fabio de Mauritania.[8][7]
- San Germán de Auxerre.[7]
- San Justino de Jacobis.[7]
- Santos Pedro Doàn Côn Quý y Manuel Phung.[7]
- San Tertulino de Roma.[7]
- Beato Everardo Hanse.[7]
- Beato Francisco Stryjas.[7]
- Beato Jaime Buch Canals.[7]
- Beato Juan Colombini.[7]
- Beato Juan Francisco Jarriges.[7]
- Beato Miguel Ozieblowski.[7]
- Beata Sidonia Schelingová.[7]